# Kattusseqatigiit
Kattusseqatigiit (sv. De oberoende) var ett (liberal)konservativt parti i Grönland. Det bildades 1993, och var inledningsvis ett löst sammanhållet parti, som mer var att likna vid en vallista och proteströrelse. Först 2005 bildades partiet formellt. I valet 2009 kom endast ordföranden Anthon Frederiksen in i Landstinget, och han blev inrikesminister i Kuupik Kleists regering.
Vid landstingsvalet 2013 fick partiet inga mandat, och partiet upphörde i praktiken när det inte ställde upp i valet i november 2014.